# Fazekas István (színművész)
Fazekas István, fordítóként: Fazekas András (Szolnok, 1955. november 21. –) Jászai Mari-díjas (1993) magyar színész.

## Életpályája
1964–1972 között öttusázó, valamint amatőr színész volt. 1975–1980 között az ELTE BTK magyar-népművelés szakán tanult. 1976–1982 között színházi stúdiókban, többek között a Stúdió K-ban játszott. 1981-ben a Magyar Televízió rendezőasszisztense volt. 1982–1983 között a Radnóti Miklós Színpadon lépett fel. 1985–1989 között, valamint 1991–1994 között a Veszprémi Petőfi Színház színésze volt. 1990–1991 között a Pécsi Nemzeti Színházban szerepelt. 1994–1998 között az Új Színház színművésze volt. 1998–2003 között szabadúszó volt. 2003–2004 között a Jászai Mari Színházhoz szerződött. 2004-től a nyíregyházi Móricz Zsigmond Színház tagja volt.

## Családja
Szülei Fazekas István és Győri Ilona színésznő (1929–2001) voltak. Felesége, Antal Olga színésznő, akitől 1986-ban született gyermeke, Fazekas András.

## Színházi szerepei
A Színházi Adattárban regisztrált bemutatóinak száma: 87.
| - Büchner: Woyzeck....Andres - Genet: A balkon....Marc - Büchner: Leonce és Léna (Kíntorna)....Leonce herceg - Görgey Gábor: Wiener Waltzer....Kalauz - Guillén: Este kell a szerelem.... - Ördögh Szilveszter: Koponyák hegye....Jézus - Horváth Péter: A farkas szempillái....Momotaro - Babits Mihály: Atlantisz.... - Szophoklész: Antigoné....Haimon - Petőfi-Arany: Mécsfény....Petőfi Sándor - Novák János: Lumpáciusz Vagabundusz vagy a három jómadár....Csiriz - Nemeskürty István: Hantjával ez takar....A KMP Katonai Bizottságának vezetője - Fodor Sándor: Csipike, avagy a rettenetes Réz úr....Kukucsi - Szabó György: Kun László szerelmei....Miklós - Goncsarov: Hétköznapi történet....Alekszandr Adujev - William Shakespeare: Szeget szeggel....Claudio; Lucio; Angelo - Heltai Jenő: Egy filler....A fekete császár - Háy Gyula: A ló....Lentulus - Vészi Endre: Don Quijote utolsó kalandja.... - Krúdy Gyula: A vörös postakocsi....Tébolyult szerelmes - Presser Gábor: Képzelt riport egy amerikai popfesztiválról....Manuel - Gyurkovics Tibor: Fekvőtámasz....Csiszár - Bíró Lajos: A rablólovag....Kürt - Balogh-Kerényi: Csíksomlyói passió....Kajafás - Csehov: Cseresznyéskert....Jasa - Szép Ernő: Lila ákác....Csacsinszky Pali - Ornadel: A Pickwick klub....Sam Weller - Szörényi Levente: Kőműves Kelemen....Boldizsár - Spiró György: Az imposztor....Kaminski - Sík Sándor: István király....Péter - Presser Gábor: A padlás....Barrabás B. Barrabás; Révész - Jancar: A nagy briliáns valcer....Simon Veber - Kocsis István: Árpád-házi Szent Margit....Paulus - William Shakespeare: Szentivánéji álom....Philostrat; Puck - Sárosi István: A húszmilliomodik év....Csáth Géza, eredeti nevén dr. Brenner József - Williams: A tetovált rózsa....Alvaro Mangiacavallo - Heltai Jenő: A néma levente....Agárdi Péter - Vándorfi László: Jézus Krisztus....Jézus - William Shakespeare: Romeo és Júlia....Mercutio; János barát; Patikárius - Synge: A nyugati világ bajnoka....Christopher Mahon - Molnár Ferenc: Liliom....Liliom | - Dosztojevszkij: Karamazovok....Szmergyakov - Déry-Márton: A szabadság vendége....Bowen - Pinter: A gondnok....Aston - Petőfi Sándor: Tigris és Hiéna....Saul - Hrabal: Bambini di Praga....Viktor - Steinbeck: Egerek és emberek....Slim - Kovács Attila: Gizella....Vazul - William Shakespeare: Lear király....Edgar; Kent gróf - Molière: Dandin György....Clitandre - Göncz Árpád: Pesszimista komédia....Apa - Brecht: Jó embert keresünk....Második isten - Kleist: Homburg hercege....Truchs gróf - Molière: Don Juan....Don Alonso - Szép Ernő: Patika....Patikus - Dorst-Ehler: Merlin avagy a puszta ország....Sir Kay - García Lorca: Vérnász....Férfi - Radicskov: Január....Veliko - Beaumarchais: Figaro házassága avagy egy őrült nap....Bazilio - Várkonyi Mátyás: Egri csillagok....Gábor pap - Grabbe: Tréfa, szatíra, irónia és mélyebb értelem....Wernthal - Molnár Ferenc: Az üvegcipő....Rendőrtanácsos - Brecht: Koldusopera....Mátyás - Füst Milán: Margit kisasszony....Pállik István - Langer: A negyedik kapu.... - Kárpáti Péter: Első éjszaka avagy az utolsó. Mit tett Umáma Átikával? Avagy a szerelem megszállott rabjának története....A király bátyja; Tevehajcsár - William Shakespeare: Ahogy nektek tetszik....Jaques - Webster: Amalfi hercegnő....Bosola - Shaffer: Amadeus....Antonio Salieri - Weöres Sándor: A kétfejű fenevad....IV. Mehmed; Szulejmán basa; Badeni Lajos - Ibsen: Peer Gynt....Gomböntő - García Márquez: Száz év magány....Jose Arcadio Buendia - Márai Sándor: Parázs és más....Patrick; Konrád - Rose: Tizenkét dühös ember....Kilencedik esküdt - Bulgakov: A Mester és Margarita....Mester - Marber: Közelebb! (Closer)....Larry - Madách Imre: Az ember tragédiája....Lucifer - Márai Sándor: Kaland....Dr. Szekeres |

## Színházi rendezései
A Színházi Adattárban regisztrált bemutatóinak száma: 2.
- Mrozek: Emigránsok (1994)
- Ibsen: Peer Gynt (2007)

## Filmjei
- Gombó kinn van (1977)
- Havasi selyemfiú (1978)
- Orvos vagyok (1979)
- Térmetszés (1979)
- Töredék az életről (1980)
- Vizsgálat Martinovics Ignác szászvári apát és társainak ügyében (1980)
- Woyzeck (1981)
- Kabala (1982)
- Szerencsés Dániel (1985)
- Kölcsey (1989)
- Potyautasok (1990)
- Csúcsközelben (1990)
- Félálom (1991)
- Egy diáktüzér naplója (1992)
- Kisváros (1993-2001)
- TV a város szélén (1998)
- Szomszédok (1999)
- Valaki kopog (2000)
- A múzsa csókja (2002)
- Kaffka Margit és Bauer Henrik (2003)
- A temetetlen halott (2004)
- Világszám! (2004)
- Fekete Krónika (2005)
- A Herceg haladéka (2006)
- Tűzvonalban (2007)
- Kossuthkifli (2015)
- Jóban Rosszban (2017)
- A merénylet (2018)
- Post Mortem (2018)
- Valami madarak (2023)

## Szinkronszerepei
- 13-as raktár: Paracelsus - Anthony Stewart Head
- A betolakodó: Charlie - John Hannah
- A jelölt: Pilóta - Tom Dahlgren
- A panamai szabó: Luxmore - David Hayman
- A sáska napja: Tod Hackett - William Atherton
- A Sólyom végveszélyben: Jeff Sanderson, különleges egység - William Fichtner
- A vadnyugat fiai 2: Charles Phalen - Bradley Whitford
- A vágy villamosa: Harold "Mitch" Mitchell - Karl Malden
- Aranyláncok: Carlos - Benjamin Bratt
- Atlantisz gyermekei: Felnőtt Bobby Garfield - David Morse
- Az akasztófa: Rune - Ben Piazza
- Avatar: Korra legendája: Tenzin - J. K. Simmons
- Az élet háza: David Dokos - Sam Robards
- Az ördögűző: Dr. Taney - Robert Symonds
- Az ötlábú birka: Temetkezési vállalkozó - Louis de Funès
- Az utolsó mozielőadás: Sonny Crawford - Timothy Bottoms
- Barátok és szerelmek: Fabricio Núñez - Adalberto Parra
- Csillagkapu (2. évad): Jacob Carter - Carmen Argenziano
- Drakula lánya: Jeffrey Garth - Otto Kruger
- Egymillió dolláros zsákmány: Tony Romano - Lee van Cleef
- Esperanza: Patino felügyelő - Claudio Báez
- Folytassa, tanár úr!: Alistair Grigg - Leslie Phillips
- Garfield 2.: Mr. Hobbs - Roger Rees
- Hello, Dolly!: Cornelius Hackl - Michael Crawford
- Jules és Jim: Jules - Oskar Werner
- Kánikula délután: Sal - John Cazale
- Kettős kockázat: Nicholas Parsons - Bruce Greenwood
- Ki vagy, doki? (A Mars vizei): Ed Gold - Peter O'Brien
- Ki vagy, doki? (Karácsonyi ének): Eric - Nick Malinowski
- Kisiklottak: Jerry, az ügyvéd - Denis O'Hare
- Megszállottság: A Spanyol - Elio Marcuzzo
- On-lány: Nigel - Stephen Mangan
- Pacific Blue: Anthony Palermo hadnagy - Rick Rossovich
- Sárkányszív: Lord Felton - Jason Isaacs
- Star Trek: Űrlázadás: William T. Riker - Jonathan Frakes
- Szerelmes Shakespeare: Dr. Moth - Antony Sher
- Victoria: Lord Melbourne - Rufus Sewell
- West Side Story: Action - Tony Mordente
- Trónok harca: Bronn - Jerome Flynn